# Lionel Giroux
Lionel Giroux, maggiormente conosciuto con il ring name Little Beaver (Saint-Jérôme, 1º gennaio 1935 – Saint-Jérôme, 4 dicembre 1995), è stato un wrestler canadese.
Giroux era un lottatore affetto da nanismo e l'incontro più noto al quale prese parte fu un six-man match nel 1987 a WrestleMania III nella World Wrestling Federation.

## Carriera

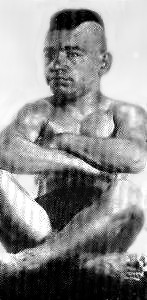
Little Beaver nel 1961

Lionel Giroux iniziò l'attività di wrestler midget alla fine degli anni quaranta, debuttando all'età di quindici anni nel 1950, lottando in federazioni locali canadesi del Québec. Egli, insieme a Sky Low Low, divenne uno dei lottatori nani più famosi in assoluto grazie al suo taglio di capelli stile Mohawk e alla gimmick da nativo americano. Negli anni cinquanta prese parte ad un torneo internazionale di midget wrestling a Parigi, laureandosi "Midget World Champion". Giroux aiutò a creare i siparietti comici che divennero abitudine durante gli incontri di wrestling che comprendevano midget sia in Canada che negli Stati Uniti. Nel 1973, Giroux vinse il premio di Pro Wrestling Illustrated come "Midget Wrestler of the Year".
La sua ultima apparizione sul ring si ebbe in occasione di WrestleMania III al Pontiac Silverdome di Pontiac, Michigan, nel 1987. All'età di 52 anni. Giroux lottò con il ring name Little Beaver, e fece coppia con Hillbilly Jim e un altro wrestler midget, Haiti Kid, in un match a categorie di peso miste che lo vide contrapposto a King Kong Bundy e ai midget Little Tokyo e Lord Littlebrook. Giroux, Hillbilly Jim, e Haiti Kid vinsero il match quando Bundy venne squalificato per aver attaccato Little Beaver. Durante la contesa, Giroux soffrì un infortunio alla schiena a causa di una bodyslam e di una gomitata dell'enorme Bundy, che lo costrinse a ritirarsi dal wrestling. In un'intervista del 1998, Bundy disse che sperava di non esser stato causa involontaria della morte prematura di Giroux, dato che non voleva averlo sulla coscienza.
Qualche mese dopo Wrestlemania III, in una puntata di WWF Prime Time Wrestling, Giroux (ancora come "Little Beaver") fu all'angolo di Hillbilly Jim durante un match di quest'ultimo contro One Man Gang al Boston Garden. Gang (200 kg di peso), alla fine del match, portò Little Beaver al centro del ring e dopo averlo tramortito, seguì le istruzioni del suo manager Slick e lo colpì con la sua mossa finale 747 Splash.

## Morte
Giroux è morto il 4 dicembre 1995 a causa di un enfisema polmonare. Nel 2003, venne ammesso nella Professional Wrestling Hall of Fame.

## Titoli e riconoscimenti
- National Wrestling Alliance
  - NWA World Midget's Championship (2)
  - NWA Hall of Fame (Classe del 2012)[6]

- Stampede Wrestling
  - Stampede Wrestling Hall of Fame[7]

- Pro Wrestling Illustrated
  - Midget Wrestler of the Year (1973)

- Professional Wrestling Hall of Fame
  - Professional Wrestling Hall of Fame Inductee (2003)